# Susan Meiselas
Susan Meiselas (Baltimore, 1948) es una fotógrafa documentalista estadounidense.

## Trayectoria
Meiselas se licenció en el Sarah Lawrence College y obtuvo un máster en educación visual en la Universidad de Harvard.
Ha estado asociada con la Agencia Magnum desde 1976 y ha sido miembro desde 1980. Mayormente conocida por sus fotografías de la década de 1970, de una Nicaragua devastada por la guerra y nudistas de carnaval norteamericano.
Meiselas ha publicado varios libros de sus propias fotografías y ha editado y contribuido a otros. Sus trabajos han sido publicados en periódicos y revistas, incluyendo The New York Times, The Times, Time, y Paris Match. 

## Reconocimientos
Recibió la Medalla de Oro Robert Capa en 1979 y fue nombrada una Compañera del programa MacArthur en 1992. En 2006 fue galardonada con la Medalla del Centenario de la Real Sociedad de Fotografía. En mayo de 2019 ha sido premiada con el galardón Deutsche Börse.
También ha recibido una Beca Guggenheim, la Medalla de las Artes de Harvard, el Premio Internacional de la Fundación Hasselblad, una Beca MacArthur y el Premio Maria Moors Cabot. En 2022, fue reconocida con el Premio PHotoESPAÑA 2022.